# 阿梅斯克塔
阿梅斯克塔（西班牙語：Amézqueta）是西班牙巴斯克自治区吉普斯夸省的一个市镇。总面积21平方公里，总人口980人（2001年），人口密度47人/平方公里。